# Robert Stewart (componist)
Robert Stewart (Buffalo, New York, 6 maart 1918-1995) was een Amerikaans componist, muziekpedagoog en violist.

## Levensloop
Stewart studeerde muziekopleiding, viool en compositie aan het American Conservatory of Music in Hammond (Indiana) en behaalde zowel zijn Bachelor of Music als zijn Master of Music. Hij was een professioneel violist en docent aan openbare scholen in Chicago. Tijdens de Tweede Wereldoorlog componeerde hij werken voor de Armed Forces Radio Shows. Na de Tweede Wereldoorlog was hij docent en later professor aan het American Conservatory of Music in Hammond (Indiana), aan de De George Washington Universiteit in Washington D.C. en de Lee Universiteit in Cleveland (Tennessee). Hij was een bepaalde tijd voorzitter van de "Southeastern Composers League".

## Composities

### Werken voor orkest
- A Requiem for a Soldier
- Concerto, voor hoorn en kamerorkest
- Concerto, voor viool en orkest
- Fantasia, voor altviool en kamerorkest
- Idyll, voor strijkers
- Prelude, voor strijkorkest
- Two Ricercari, voor kamerorkest

### Werken voor harmonieorkesten en koperensemble
- Concerto, voor koperkwintet en koperensemble (trompet, 2 hoorns, trombone, tuba + 2 trombones, bastrombone, 2 eufonia, 4 tuba's en 2 slagwerkers)
- Divertissement (Omnibus), voor harmonieorkest
- Duos, voor koperensembles (5 trompetten,2 flügelhoorns, 4 hoorns, 2 trombones, 2 bastrombones, 3 eufonia, 2 tuba's, pauken en 2 grote trommen)
- Hydra 3, voor groot koperensemble, slagwerk en piano
- Hydra 4, voor koperkwartet en harmonieorkest
- Music for brass No 4, voor 2 trompetten, 4 hoorns, 2 trombones, bastrombone, 2 eufonia, tuba

### Werken voor koren
- Amen (Gaudette Populi), voor gemengd koor en orgel
- Heaventree Madrigals, voor gemengd koor
- Worship the Lord, voor gemengd koor

### Vocale muziek
- Cleopatra, voor sopraan, dwarsfluit, viool, cello, contrabas, piano en slagwerk 
  1. Longing for Antony
  2. The Barge
  3. Death of Antony
  4. A dream
  5. The death of Cleopatra
- Songs of the Clown, voor zangstem, altviool en cello
- Study 1, voor sopraan en gemengd koor
- Study 2, voor sopraan en sprekkoor
- Three Songs, voor sopraan en piano

### Kamermuziek
- 5 bewegingen, voor fagot en vier instrumenten (dwarsfluit, flügelhoorn, piano, contrabas)
- Anniversary Caprices, voor twee violen en altviool
- The Blue Ridge Mountain Suite, voor klarinet, hobo en fagot
- Canzona en Ricercar, voor kopersextet
- Duos, voor dwarsfluit-koren (7 dwarsfluiten, 5 piccolo's, 2 altfluiten, en 1 contrabasfluit)
- Five Visions, voor blazerskwintet
- Four lyric pieces, voor koperkwintet
- Heart Attack, voor tuba en slagwerk
- Hydra, voor zes instrumenten (dwarsfluit, hobo, fagot, piano, viool en cello)
- Hypathoidus, voor vier contrabassen
- Koperkwintet Nr. 2
- Koperkwintet Nr. 3
- Nonet, voor dwarsfluit, basklarinet, fagot, hoorn, trompet, piano, viool, altviool en cello
- Strijkkwartet Nr. 1
- Strijkkwartet Nr. 2
- Strijkkwartet Nr. 3
- Strijkkwartet Nr. 4
- Strijkkwartet Nr. 5
- Strijkkwartet Nr. 6
- Three pieces, voor koperkwintet
- TPIECES for Woodwind QntHREE, voor blazerskwintet
- Twee bewegingen, voor blazerskwintet

### Werken voor orgel
- Prelude
- Three Fantasies
- Three pieces, voor orgel en trompet

### Werken voor piano
- 5 Miniaturen
- Variations

### Werken voor slagwerk
- Poker, voor 3 tot 5 slagwerkers